# 国际法院

國際法院目前坐落於海牙和平宮

国际法院（法語：Cour internationale de justice，缩写为，缩写为），是联合国六大主要机构之一和最主要的司法机关，是主权国家政府间的民事司法裁判机构。此法院根据《联合国宪章》，于1945年6月成立，并于1946年4月开始运作，位于荷兰海牙。
国际法院的主要功能是对各国所提交的案件做出有法律约束力的仲裁，并就正式认可的联合国机关和专门机构提交的法律问题提供咨询意见。国际法院是具有明确权限的民事法院，没有附属机构，对其他国际法庭没有管辖权。国际法院没有刑事管辖权，因此无法审判个人，这种刑事审判只能经由国内管辖、联合国特设刑事法庭或国际刑事法院管辖。
国际法院由15名法官组成，任期9年，可连选连任；设书记官处。工作语言为法语与英语。法院成员不得从事任何其他职业性工作。

## 历史
1945年，与《国际法院规约》一起签订并生效的《联合国宪章》规定設立国际法院。《国际法院规约》被约定为《联合国宪章》组成部分，是国际法院的宪章及管理依據。1946年2月5日，联合国大会和联合国安理会选出第一批国际法院法官，取代了1920年国际联盟主持下设立的常设国际法院。国际法院和常设国际法院的规约几乎相同，二者的规则也几乎相同，直至1978年国际法院为简化和加速程序而订正了规则。
1946年4月18日，国际法院首次公开开庭。第一个案件是1947年5月英国起诉阿尔巴尼亚的科孚海峡事件。国际法院的工作包括了廣泛的司法工作。

## 职能权限

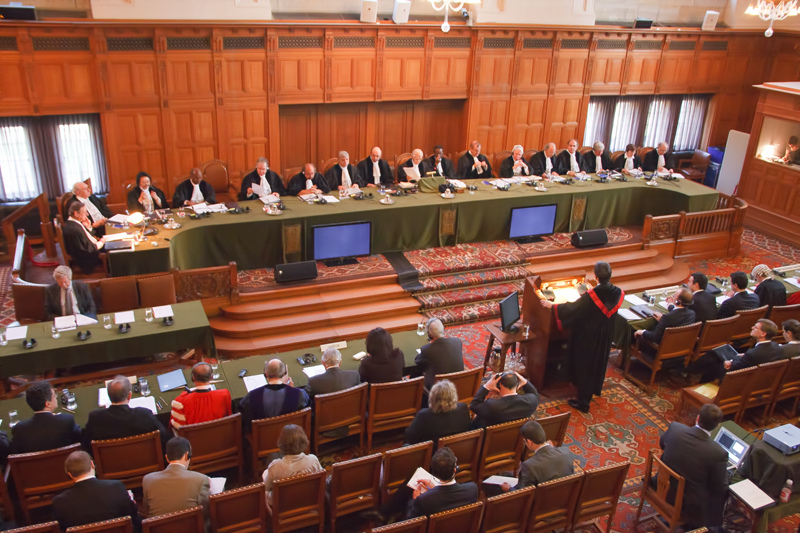
1995年9月13日，国际法院在审议马其顿与希腊之间的争议案件。

所有决议都必须在出席法官多数同意后才能做出。其职能有两方面：
- 对当事国一致同意提交国际法院的法律争端，根据《联合国宪章》规定以及有关条约及公约做出判决；
- 对联合国其他机构或各种专门机构就其工作范围内提出的任何法律问题发表咨询意见。

## 著名案件
只有主权国家间的争端才可以提交国际法院裁决。迄今为止国际法院已经做出74项裁决。虽然这些裁决都是强制性的，但是并不是每一项裁决都得到切实履行。当一方认为另一方没有履行法院裁决时，可以要求联合国安理会采取行动，以在必要时迫使另一方履行裁决中所规定的义务。

### 尼加拉瓜诉美国案
1984年1月初，美国政府开始在尼加拉瓜的科林托、桑提诺等海港布放水雷。到1984年3月底，水雷已破坏或摧毁9艘船只。美国政府官员以国际法的自卫权为布雷辩解，称：如果某个国家被认为有某种侵略倾向，那么对其港口进行布雷就是某种自卫，就像使用其他武力方式一样；就尼加拉瓜而言，任何进入尼加拉瓜水域的船只都放弃了它们的安全航行权利。1984年4月9日，尼加拉瓜政府向国际法院起诉美国政府在其港口布雷、出动飞机袭击尼加拉瓜石油设施和港口以及进行其他军事和准军事活动，请求法院宣布美国的行为构成非法使用武力和以武力相威胁、干涉其内政和侵犯其主权的行为，请求法院责令美国立即停止上述行为及对其本身和其国民所受损害予以赔偿，并指示临时保全措施。此即尼加拉瓜訴美國案。但美国政府已抢先两天于1984年4月6日通知联合国秘书长，对于1946年美国发表的接受国际法院强制管辖的声明，在两年内不适用于“与任何中美洲国家的争端或由中美洲发生的事件引起或同中美洲事件有关的争端”，该通知立即生效，排除国际法院对美国的管辖权。1984年5月10日，国际法院通过保护尼加拉瓜的临时措施，以15∶0的投票结果要求美国立即停止向尼加拉瓜港口布雷；还以14∶1(反对者为美国法官)的投票结果判定，尼加拉瓜的政治独立和主权“应该被完全尊重，不应被任何军事或者准军事行为危害”。1984年11月26日，国际法院拒绝美国的辩解，坚持称国际法院对此案具有审判权。1985年1月18日，美国退出国际法院，并中止1956年《美国和尼加拉瓜友好通商航海条约》和美国对国际法院强制管辖的接受。美国指责该案件是“出于政治和宣传目的错误利用国际法院”。美国国务院发言人称，我们希望国际法院没有走上其他一些被政治化、反对西方民主国家利益的国际组织的老路。美國之後依個別案件決定是否接受国际法院的管辖權。
1986年6月，国际法院对案件作出判决：美国在尼加拉瓜境内的行动违反禁止使用武力原则，构成对尼非法使用武力和以武力相威胁；美支持尼反政府武装是对尼内政的干涉，明显违反不干涉原则；美国对尼加拉瓜的行动违反尊重国家领土主权原则；美国鼓励尼反政府武装从事违反人道法原则的行为，美国在尼港口布雷造成第三国船舶及其人员的人身、财产损害的行为也构成对人道法原则的违反；美国有义务立即停止并不再采取任何上述违背其国际义务的行为，并对造成的损害予以赔偿。美国政府其后宣布拒绝履行此判决，并退出国际法院。
此后尼加拉瓜政府连续五年向联合国安理会申请强制执行国际法院判决，美国政府向尼加拉瓜政府赔偿，均遭到美国在安理会否决。联合国憲章第14條授權联合国安全理事会執行國際法院的裁決，不過這種裁決的效力會受到聯合國安理會常任理事國否決權的影響。1992年尼加拉瓜新上台的比奥莱塔·查莫罗亲美政府撤诉。

### 其他案件
- 1980年美国指控伊朗非法拘留美国驻德黑兰的外交官，占领美国领事馆。其后，美国人质获释。[5]
- 美国与加拿大在缅因湾地区的领海争议[6]
- 南斯拉夫联邦共和国控告北约成员国未经授权而发动科索沃战争，裁决結果是科索沃独立合法[7]；但因為向來支持貝爾格勒當局的俄羅斯行使否決權，使科索沃迄今無法加入聯合國[8]。
- 2014年澳洲和紐西蘭等控告日本捕鯨業者非必要捕抓保育動物，日本敗訴[9]。
- 2019年，宣判英國於1965年將查戈斯群岛從毛里裘斯分割出來的行為不符合相關國際法，駁回英國對查戈斯群島的主權要求。國際法院要求英國應盡快將查戈斯群岛歸還毛里裘斯，終止其侵佔及非法管治。
- 2022年2月27日，乌克兰总统泽连斯基表示，乌克兰已向国际法院提起对于俄罗斯的诉讼。[10]同年3月16日，国际法院作出临时裁决，要求俄罗斯立即停止在乌克兰使用武力。[11][12]
- 2023年12月29日，南非控诉以色列违反1948 年《防止及懲治危害種族罪公約》和国际法中有关加薩走廊巴勒斯坦人的义务，控诉其对巴勒斯坦人的种族隔离、对巴勒斯坦领土的占领，与加沙的封锁。[13][14]

## 法官
国际法院共有常任法官15人。法官人选由常设仲裁院成员国派遣的至多4名法学家组成的“国家团体”提名，若非常设仲裁院成员国，則由各國为国际法院法官提名而委派的至多4名法学家团体提名；每一团体提名人选不得超过4人，其中属于本国国籍者不得超过2人；由联合国大会和联合国安理会分别选举并均获得绝对多数票者当选。安理会常任理事国的否决权在这种选举中不适用。联合国会员国可以参加联合国大会的国际法院法官选举。法官任期9年，并且可以连任，每三年改选三分之一的法官。
15名法官必须全部来自不同的国家，必须代表世界各大文化与各主要法系。自1970年代起，国际法院法官的名额分配办法习惯上与安理会席位分配一致，為非洲3名，拉美2名，亚洲3名，东欧2名，西欧及其它国家（包括加拿大、美國、澳大利亚和新西兰）5名，但这一惯例在2018年被打破，当时新当选的黎巴嫩籍法官納瓦夫·薩拉姆拥有了本应由西欧及其他国家占有的席位，截至2023年，亚洲法官增加为4名，而西欧及其他国家法官则减少为4名。
法官应不论国籍，而且应尽量能够代表世界各大文化及主要法系，其中不得有两名属于同一国籍。5大联合国安全理事会常任理事国中，1967年至1984年期间无中国籍法官，2018年以来无英国籍法官，2024年以来无俄罗斯籍法官，而美国和法国则一直各占有一个名额。
国际法院法官一旦当选，就不代表該国政府，也不代表任何其他当局。其第一项任务就是在公开庭上宣誓本人必当秉公行使职权。法官在該国政府是当事方的案件中投票反对該国政府立场的情况并非罕见。
| 姓名 | 國籍     | 身分     | 任期開始 | 任期結束 |
| --- | -------- | -------- | -------- | -------- |
| 岩澤雄司 | 日本     | 主席a b  | 2018     | 2030     |
| 朱莉婭·塞布廷德 | 乌干达   | 副主席 a | 2012     | 2030     |
| 彼得·湯卡 | 斯洛伐克 | 會員     | 2003     | 2030     |
| 羅尼·亞伯拉罕 | 法國     | 會員     | 2005     | 2027     |
| 阿布杜勒卡維·優素福 |          | 會員     | 2009     | 2027     |
| 薛捍勤 | 中國     | 會員     | 2010     | 2030     |
| 達爾維爾·班達里 | 印度     | 會員     | 2012     | 2027     |
| 格奥格·诺尔特 | 德国     | 會員     | 2021     | 2030     |
| 希拉里·查爾斯沃斯 |          | 會員     | 2021     | 2033     |
| 莱昂纳多·内梅尔·卡尔代拉·布兰特 | 巴西     | 會員     | 2022     | 2027     |
| 胡安·曼努埃尔·戈梅兹·罗布雷多·维度斯科 | 墨西哥   | 會員     | 2024     | 2033     |
| 萨拉·克利夫兰 | 美国     | 會員     | 2024     | 2033     |
| 波格丹·奥雷斯库 | 羅馬尼亞 | 會員     | 2024     | 2033     |
| 迪雷·特拉迪 | 南非     | 會員     | 2024     | 2033     |
| 马哈茂德·哈穆德 | 约旦     | 會員     | 2025     | 2027     |
| 菲利普·高鐵 | 比利时   | 書記官長 | 2019     | 2026     |
| a 2024~2027任期期间 b 原主席納瓦夫·薩拉姆因返任黎巴嫩總理而於2025年1月14日辭職，2025年3月3日，法院選舉岩澤雄司繼任主席至薩拉姆原任期結束為止。 |          |          |          |          |

### 歷屆院長
| #  | 院長                         | 開始 | 結束 | 國家       |
| -- | ---------------------------- | ---- | ---- | ---------- |
| 1  | 何塞·古斯塔沃·格雷羅         | 1946 | 1949 | 薩爾瓦多   |
| 2  | 朱爾斯·巴斯德萬              | 1949 | 1952 | 法國       |
| 3  | 阿諾·麥克奈爾                | 1952 | 1955 | 英国       |
| 4  | 格林·哈克沃斯                | 1955 | 1958 | 美国       |
| 5  | 海里格·克拉斯塔德            | 1958 | 1961 | 挪威       |
| 6  | 波丹·溫尼亞爾斯基            | 1961 | 1964 | 波蘭       |
| 7  | 珀西·斯潘德                  | 1964 | 1967 |            |
| 8  | 何塞·布斯塔曼特·里維羅       | 1967 | 1970 | 秘魯       |
| 9  | 沙潔福                       | 1970 | 1973 | 巴基斯坦   |
| 10 | 曼弗雷德·拉克斯              | 1973 | 1976 | 波蘭       |
| 11 | 愛德華多·吉梅內斯德·阿雷查加 | 1976 | 1979 | 乌拉圭     |
| 12 | 漢佛雷·瓦多克                | 1979 | 1981 | 英国       |
| 13 | 塔斯利·埃里亞斯              | 1982 | 1985 | 奈及利亞   |
| 14 | 納根德拉·辛格                | 1985 | 1988 | 印度       |
| 15 | 何塞·瑪麗亞·魯達             | 1988 | 1991 | 阿根廷     |
| 16 | 羅伯特·葉德爾·詹寧斯爵士     | 1991 | 1994 | 英国       |
| 17 | 穆罕默德·貝德賈維            | 1994 | 1997 | 阿尔及利亚 |
| 18 | 斯蒂芬·施韋貝爾              | 1997 | 2000 | 美国       |
| 19 | 吉爾伯特·紀堯姆              | 2000 | 2003 | 法國       |
| 20 | 史久鏞                       | 2003 | 2006 | 中國       |
| 21 | 羅莎琳·希金斯                | 2006 | 2009 | 英国       |
| 22 | 小和田恆                     | 2009 | 2012 | 日本       |
| 23 | 彼得·湯卡                    | 2012 | 2015 | 斯洛伐克   |
| 24 | 羅尼·亞伯拉罕                | 2015 | 2018 | 法國       |
| 25 | 阿卜杜勒卡維·優素福          | 2018 | 2021 |            |
| 26 | 瓊·多諾霍                    | 2021 | 2024 | 美国       |
| 27 | 纳瓦夫·萨拉姆                | 2024 | 2025 | 黎巴嫩     |
| 28 | 岩澤雄司                     | 2025 | 2027 | 日本       |

### 专案法官
根據法院組織法的第31條，在有爭議的案件中可以任命臨時法官參與審判。根據此規則，如果爭議性的案件中的當事國沒有本國國民擔任常任法官中，即可以提名一人出任臨時法官，僅可參與此一案件的審判。因此，在任何一個案件中，可能至多有17位法官參加審判。
這一辦法的宗旨是鼓勵成員國將爭議提交國際法院裁決。沒有常任法官的成員國可以保證有自己國家的法官參加討論，並為其他法官提供當地情況知識並幫助其他法官了解本國的見解，因此可能更願意接受國際法院的司法管轄。雖然此做法與一般的司法原則不完全相符，但實際上很少會對結果產生影響：臨時法官通常會按照本國的主張表決（但也有例外），因此當事國的法官所投的票一般會互相抵消。

## 延伸閱讀
- Dunne, Michael. "Isolationism of a Kind: Two Generations of World Court Historiography in the United States," Journal of American Studies (1987) 21#3 pp 327–351.
- Rosenne S., "Rosenne's the world court: what it is and how it works 6th ed (Leiden: Martinus Nijhoff, 2003).
- Decisions of the World Court Relevant to the UNCLOS (2010) and Contents & Indexes[永久] dedicated to Former ICJ President Stephen M. Schwebel
- Van Der Wolf W. & De Ruiter D., "The International Court of Justice: Facts and Documents About the History and Work of the Court" (International Courts Association, 2011)